# Corey White
Corey White (ur. 31 stycznia 1986) – amerykański lekkoatleta specjalizujący się w rzucie oszczepem.
W 2005 był drugi na mistrzostwach panamerykańskich juniorów, a trzy lata później został wicemistrzem strefy NACAC w kategorii młodzieżowców. 
Medalista mistrzostw National Collegiate Athletic Association.
Rekord życiowy: 82,97 (4 kwietnia 2009, Austin). 

## Osiągnięcia
| Rok  | Impreza                              | Miejsce | Pozycja    | Wynik |
| ---- | ------------------------------------ | ------- | ---------- | ----- |
| 2005 | Mistrzostwa panamerykańskie juniorów | Windsor | 2. miejsce | 69,76 |
| 2008 | Młodzieżowe mistrzostwa NACAC        | Toluca  | 2. miejsce | 78,52 |